# (783) Нора
(783) Но́ра (нем. Nora) — небольшой астероид главного пояса, принадлежащий к тёмному спектральному классу C. Он был обнаружен 18 марта 1914 года австрийским астрономом Иоганном Пализой в Венской обсерватории и назван в честь героини пьесы «Кукольный дом» известного норвежского драматурга Генрика Ибсена.

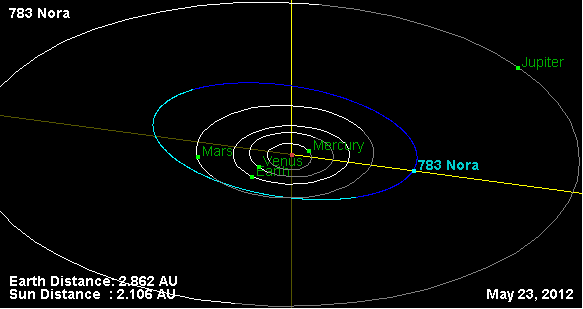
Орбита астероида Нора и его положение в Солнечной системе.